# Sergio Roitman
Sergio Andres Roitman (* 16. Mai 1979 in Buenos Aires) ist ein ehemaliger argentinischer Tennisspieler.

## Karriere
Roitman begann im Alter von zehn Jahren mit dem Tennisspielen und wurde 1996 Profi. Seine größten sportlichen Erfolge erreichte er im Doppel, jeweils zusammen mit Andrés Schneiter. So gewann er 2000 in Amsterdam und 2001 gewann in Umag seine zwei einzigen Titel auf der ATP World Tour. Auf der unterklassigen ATP Challenger Tour gewann er insgesamt 35 Titel, davon 10 im Einzel. 2003 beim Turniersieg in Cherbourg konnte er im Finale die spätere Nummer 1 Rafael Nadal bezwingen. Sein bestes Abschneiden bei einem Grand-Slam-Turnier war der Halbfinaleinzug bei den US Open. Im Einzel kam er bei zwölf Hauptfeld-Teilnahmen nie über die Auftaktrunde hinaus. Am 8. September 2008 erreichte er mit Rang 45 seine höchste Platzierung in der Doppel-Weltrangliste; im Einzel stand er am 8. Oktober 2007 auf Rang 62. Nach dem Challenger in Buenos Aires 2009 erklärte er seinen Rücktritt aufgrund von wiederkehrenden Verletzungen.

## Persönliches
Mit 17 Jahren wurde Roitman auf einem Konzert von Hermética mit einem Gummigeschoss in den Bauch geschossen. Im Alter von 6 und 12 lernte Roitman Klavier, entschied sich letztlich aber für Tennis.

## Erfolge
| Legende (Anzahl der Siege)                       |
| Grand Slam                                       |
| Tennis Masters Cup ATP World Tour Finals         |
| ATP Masters Series ATP World Tour Masters 1000   |
| ATP International Series Gold ATP World Tour 500 |
| ATP International Series ATP World Tour 250 (2)  |
| ATP Challenger Tour (33)                         |

| ATP-Titel nach Belag |
| Hartplatz (0)        |
| Sand (2)             |
| Rasen (0)            |

### Einzel

#### Turniersiege

##### ATP Challenger Tour
| Nr. | Datum              | Turnier        | Belag         | Finalgegner          | Ergebnis      |
| --- | ------------------ | -------------- | ------------- | -------------------- | ------------- |
| 1.  | 4. August 2002     | St. Petersburg | Sand          | Andrei Stoljarow     | 7:63, 6:2     |
| 2.  | 2. März 2003       | Cherbourg      | Hartplatz (i) | Rafael Nadal         | 6:3, 5:7, 6:4 |
| 3.  | 11. Juni 2005      | Barcelona      | Sand          | Teimuras Gabaschwili | 6:2, 6:3      |
| 4.  | 4. September 2005  | Freudenstadt   | Sand          | Flavio Cipolla       | 7:5, 6:4      |
| 5.  | 4. November 2006   | Aracaju        | Sand          | Boris Pašanski       | 6:1, 6:3      |
| 6.  | 19. November 2006  | Guayaquil (1)  | Sand          | Mariano Zabaleta     | 6:3, 4:6, 6:1 |
| 7.  | 9. Juni 2007       | Prostějov      | Sand          | Florian Mayer        | 7:61, 6:4     |
| 8.  | 23. September 2007 | Stettin        | Sand          | Ivo Minář            | 6:2, 7:5      |
| 9.  | 18. November 2007  | Buenos Aires   | Sand          | Marcos Daniel        | 6:1, 6:4      |
| 10. | 8. November 2008   | Guayaquil (2)  | Sand          | Brian Dabul          | 7:65, 6:4     |

### Doppel

#### Turniersiege

##### ATP World Tour
| Nr. | Datum         | Turnier   | Belag | Partner          | Finalgegner                         | Ergebnis      |
| --- | ------------- | --------- | ----- | ---------------- | ----------------------------------- | ------------- |
| 1.  | 23. Juli 2000 | Amsterdam | Sand  | Andrés Schneiter | Edwin Kempes Dennis van Scheppingen | 4:6, 6:4, 6:1 |
| 2.  | 16. Juli 2001 | Umag      | Sand  | Andrés Schneiter | Ivan Ljubičić Lovro Zovko           | 6:2, 7:5      |

##### ATP Challenger Tour
| Nr. | Datum              | Turnier           | Belag | Partner             | Finalgegner                             | Ergebnis              |
| --- | ------------------ | ----------------- | ----- | ------------------- | --------------------------------------- | --------------------- |
| 1.  | 12. August 2000    | Sopot             | Sand  | Andrés Schneiter    | Óscar Hernández Germán Puentes          | 6:4, 6:2              |
| 2.  | 1. September 2000  | Budapest (1)      | Sand  | Andrés Schneiter    | David Miketa David Škoch                | 6:3, 6:3              |
| 3.  | 16. September 2000 | Skopje            | Sand  | Enzo Artoni         | Dejan Petrović Sebastián Prieto         | 7:5, 5:7, 6:3         |
| 4.  | 14. April 2001     | San Luis Potosí   | Sand  | Edgardo Massa       | Paul Hanley Nathan Healey               | 6:4, 5:7, 7:63        |
| 5.  | 25. Mai 2001       | Budapest (2)      | Sand  | Daniel Melo         | Jordan Kerr Damien Roberts              | 6:2, 6:4              |
| 6.  | 31. August 2002    | Brindisi          | Sand  | Mariano Delfino     | Marc López Salvador Navarro             | 7:64, 6:73, 6:4       |
| 7.  | 13. September 2002 | Budapest (3)      | Sand  | Paul Baccanello     | Jan Frode Andersen Oliver Gross         | 6:4, 6:75, 6:5 aufgg. |
| 8.  | 28. September 2002 | Maia              | Sand  | Sebastián Prieto    | Paul Baccanello Todd Perry              | 6:4, 6:4              |
| 9.  | 29. März 2003      | Barletta          | Sand  | Sebastián Prieto    | Massimo Bertolini Giorgio Galimberti    | 6:3, 3:6, 6:3         |
| 10. | 4. September 2004  | Kiew              | Sand  | Albert Portas       | Igor Kunizyn Juri Schtschukin           | 6:1, 6:1              |
| 11. | 27. November 2004  | Bogotá            | Sand  | Santiago Ventura    | Richard Barker Frank Moser              | 7:5, 6:4              |
| 12. | 28. Mai 2005       | Turin             | Sand  | Franco Ferreiro     | Francesco Aldi Alessio di Mauro         | 6:74, 7:5, 7:62       |
| 13. | 10. September 2005 | Genua             | Sand  | Leonardo Azzaro     | Marco Pedrini Andrea Stoppini           | 6:1, 6:4              |
| 14. | 16. September 2005 | Budapest (4)      | Sand  | Leonardo Azzaro     | Philipp Petzschner Lars Uebel           | 6:3, 5:7, 6:3         |
| 15. | 19. November 2005  | Aracaju (1)       | Sand  | Máximo González     | Carlos Berlocq Martín Vassallo Argüello | 6:4, 6:75, 6:3        |
| 16. | 28. Januar 2006    | Santiago de Chile | Sand  | Máximo González     | Jorge Aguilar Felipe Parada             | 6:4, 6:3              |
| 17. | 15. April 2006     | Florianópolis     | Sand  | Máximo González     | Thiago Alves Júlio Silva                | 6:2, 3:6, [10:5]      |
| 18. | 12. August 2006    | San Marino        | Sand  | Máximo González     | Jérôme Haehnel Julien Jeanpierre        | 6:3, 6:4              |
| 19. | 28. Oktober 2006   | Montevideo        | Sand  | Máximo González     | Guillermo Cañas Martín García           | 6:3, 7:65             |
| 20. | 3. November 2006   | Aracaju (2)       | Sand  | Máximo González     | Tomas Behrend Marcel Granollers         | 7:66, 3:6, [10:6]     |
| 21. | 18. Mai 2008       | Bordeaux          | Sand  | Diego Hartfield     | Tomasz Bednarek Dušan Vemić             | 6:4, 6:4              |
| 22. | 25. Juli 2009      | Posen             | Sand  | Alexandre Sidorenko | Michael Kohlmann Rogier Wassen          | 6:4, 6:4              |
| 23. | 3. Oktober 2009    | Buenos Aires      | Sand  | Brian Dabul         | Lucas Arnold Ker Máximo González        | 6:74, 6:0, [10:8]     |